# 心身統一合氣道
心身統一合氣道（しんしんとういつあいきどう）は合気道の開祖植芝盛平や中村天風に師事した藤平光一（とうへい こういち）を創始者とする合気道の一派。
心身統一合氣道はその名のとおり、心身統一道と合氣道の二つからなる。
心身統一道（藤平光一参照）は正しい姿勢や心の持ち方（合わせて「天地の理」としている）を学ぶ。合氣道は心身統一道で学んだことを体現化するものと位置づけられている。

## 心身統一合氣道の技
- 独り技　　一人で行い、動きの中で心身統一を学ぶ。

　舟こぎ技、左右技、腕回し技、受身、　また木剣・杖などをつかった技など
- 組み技　　二人以上で行い、相手の心の導き方を学ぶ。

　呼吸投げ、四方投げ、小手下し、一教　など
- 続き技　　合氣道の技を連続して行い、常に心身統一を保つことを学ぶ。

## 心身統一の四大原則
一、臍下の一点に心をしずめ統一する。
二、全身の力を完全に抜く。
三、身体の総ての部分の重みを、その最下部におく。
四、氣を出す。

## 心身統一合氣道の五原則
一、氣が出ている。
二、相手の心を知る。
三、相手の氣を尊ぶ。
四、相手の立場に立つ。
五、率先窮行（そっせんきゅうこう）

## 「気」ではなく「氣」
心身統一合氣道では、常用漢字の「気」ではなく、旧字体の「氣」の字を使うことを推奨している。
「気」の气を除いた部分は「〆」である。「氣」は出ているものであり、出す事で新たな氣が自然と入ってくるという考えのもと、閉じ込めるニュアンスを持つ「〆」の含まれた字は使用せず、氣が四方八方に広がる様子を表している「米」を使った「氣」を用いている。